# Gelbohr-Rabenkakadu

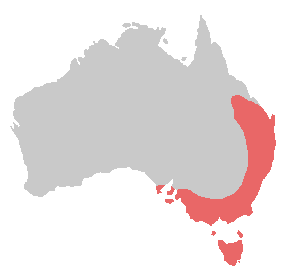
Verbreitungsgebiet des Gelbohr-Rabenkakadus in Australien

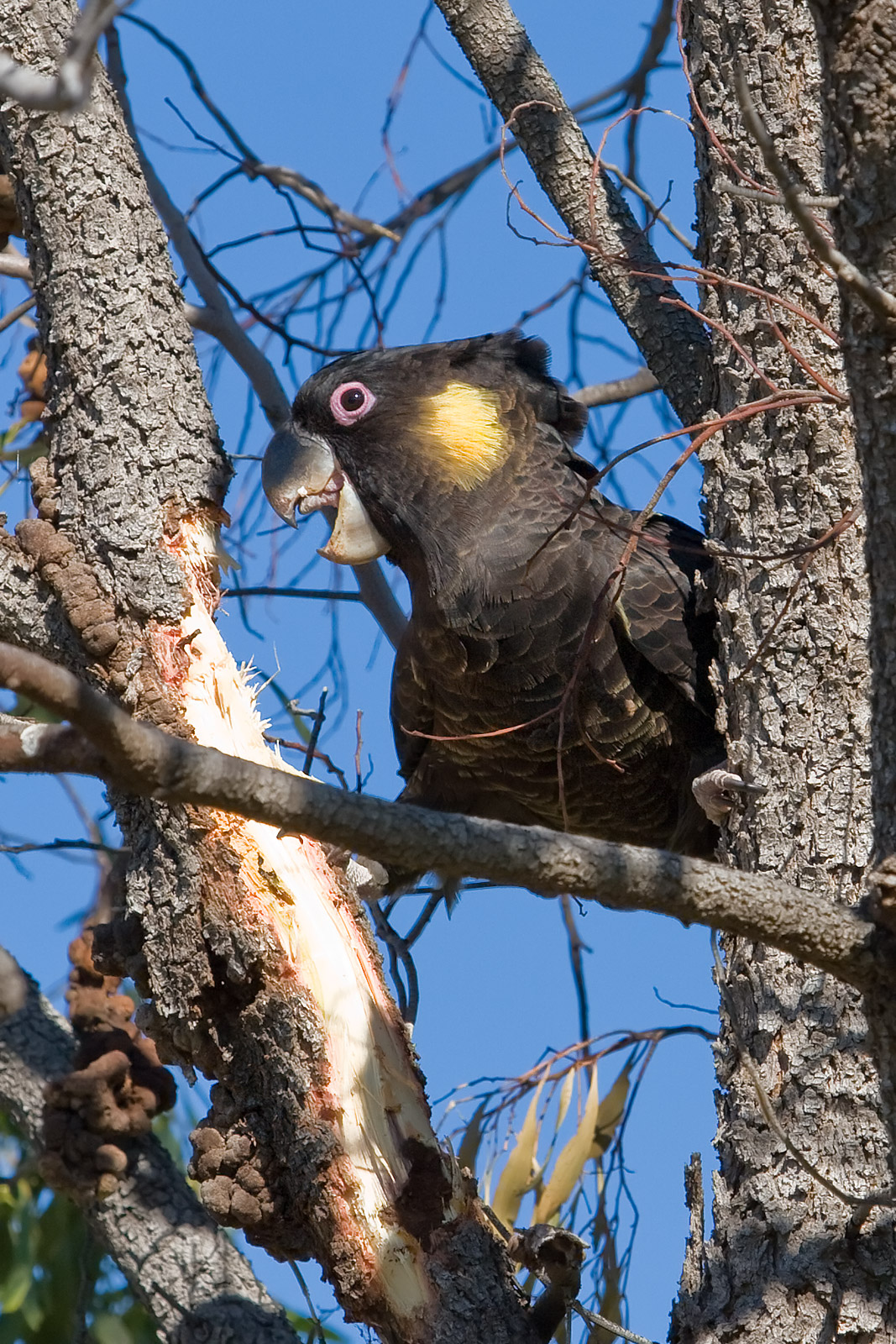
Gelbohr-Rabenkakadu beim Abreißen von Baumrinde

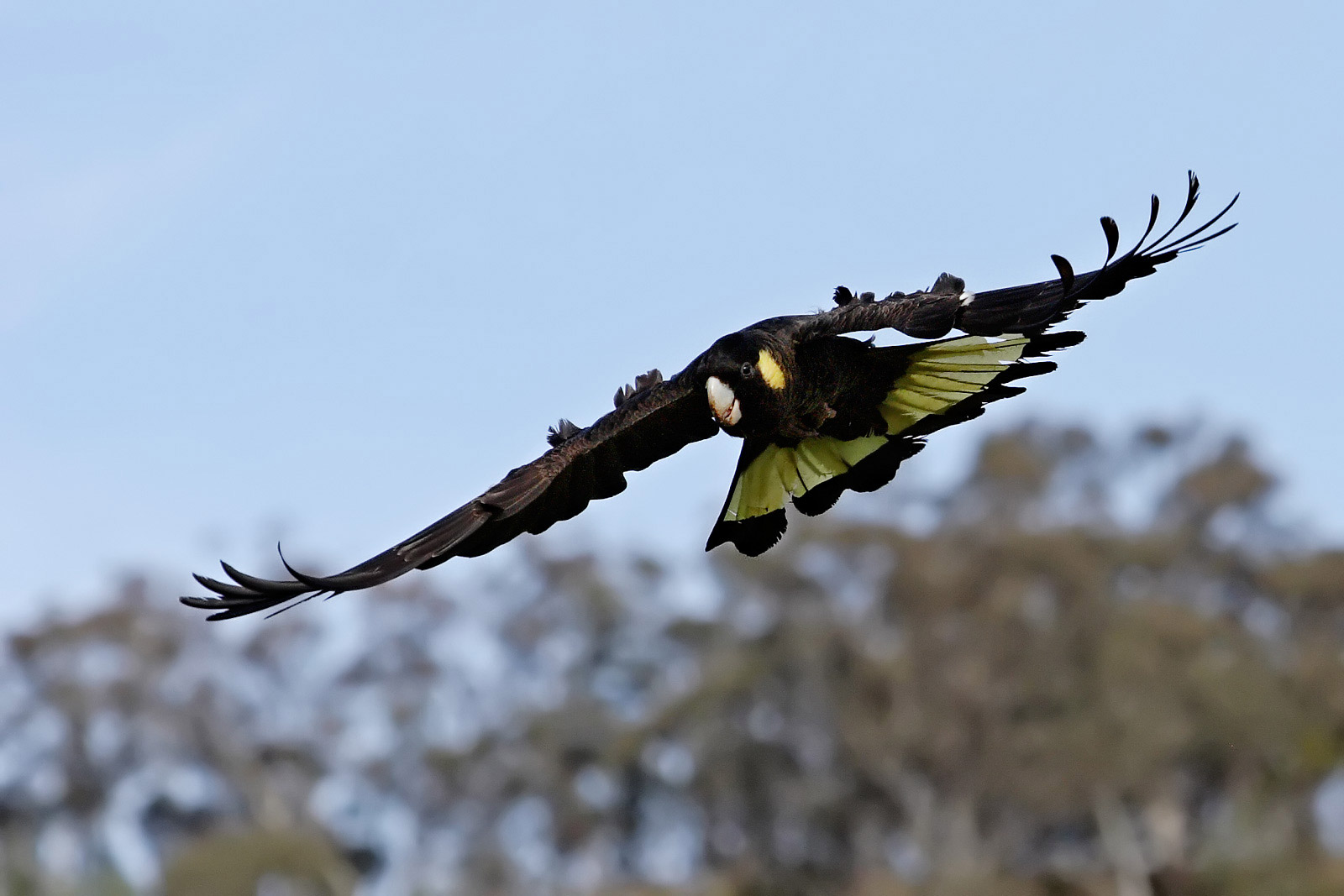
Fliegender Gelbohr-Rabenkakadu. Sehr gut zu erkennen ist die gelbe Querbinde auf den äußeren Steuerfedern

Der Gelbohr-Rabenkakadu (Zanda funereus, Synonym: Calyptorhynchus funereus) ist eine Kakaduart. Er kommt ausschließlich in Südost-Australien vor und ist auch auf Tasmanien zu beobachten. Es handelt sich bei dieser Art um einen der größten Kakadus. Gelbohr-Rabenkakadus haben sich an den Menschen gut angepasst und sind auch häufig auch im Stadtgebiet von Sydney und Melbourne zu beobachten.
Obwohl die Art nicht sehr häufig ist, gilt sie als nicht bedroht. Innerhalb ihres Verbreitungsgebietes werden sie in unterschiedlicher Häufigkeit angetroffen. Sie können über Jahre in Gebieten, in denen sie vorher häufig war, vollständig fehlen, treten dann dort aber wieder auf.
Als sehr auffälliger Vogel gehört der Gelbohr-Rabenkakadu zu den Charakterarten der Avifauna des südöstlichen Australiens. Auffällig ist insbesondere ihr Flug. Sie fliegen zwar auch in großer Höhe, wenn sie größere Distanzen zurücklegen. Bei kleineren Ortswechseln fliegen sie jedoch in niedriger Höhe. Ihr weit ausholender Flügelschlag ist sehr langsam und sie lassen dabei ständig Kontaktrufe hören. Ihre lauten Rufe sind charakteristisch, so dass die Art als unverwechselbar gilt.

## Erscheinungsbild
Gelbohr-Rabenkakadus erreichen eine Körperlänge von 65 Zentimeter und haben ein Körpergewicht von 600 bis 840 Gramm. Gemeinsam mit dem Rotschwanz-Rabenkakadu sind sie die größte Papageienart der Fauna Australiens.
Männliche Gelbohr-Rabenkakadus haben ein bräunlich schwarzes Körpergefieder. Die Körperunterseite ist dabei etwas matter und bräunlicher. Hals und Bauchfedern weisen einen sehr schmalen gelblichen Federsaum auf, so dass ihr Körpergefieder geschuppt wirkt. Die Ohrdecken sind auffällig gelb. Die äußeren Steuerfedern haben ein breites gelbes Band in der hinteren Schwanzhälfte. Der dunkelgraue Schnabel ist schmal und hervorstehend und weist spitze Enden auf. Die Iris ist dunkelbraun. Sie haben einen unbefiederten, fleischfarbenen Augenring. Die Beine sind gräulichbraun.
Der Geschlechtsdimorphismus ist nur gering ausgeprägt. Bei Weibchen ist lediglich die Gelbfärbung der Ohrendecken auffälliger. Die gelben Federsäume sind etwas ausgeprägter. Die äußeren Schwanzfedern sind auf den Außenfahnen sowohl auf der Ober- als auch auf der Unterseite etwas stärker braunschwarz gepunktet. Der Schnabel ist hornfarben und der unbefiederte Augenring ist grauschwarz.

## Lebensraum
Gelbohr-Rabenkakadus sind Höhlenbrüter, die auf große und alte Bäume angewiesen sind. Sie sind aber ansonsten anpassungsfähig und nutzen innerhalb ihres Verbreitungsgebietes sämtliche bewaldete Vegetationsformen. Dazu zählen Regenwald, Hochgebirgs- und Bergwald, offenes Waldland und von Flüssen und Bächen durchzogenes, baumbestandenes Weideland. Außerhalb ihrer Fortpflanzungszeit sind sich auch im mit Strauchvegetation bestandenen Küstengebiet zu finden und nutzen auch Banksien-Savannen. Sie nutzen auch urbane Lebensräume und sind in Parkanlagen von Städten, in Gärten und auf Golfplätzen zu finden.

## Verhalten und Nahrung
Gelbohr-Rabenkakadus leben paarweise oder in kleinen Familiengruppen bestehend aus den beiden Elternvögel und einem Jungvogel und werden gelegentlich auch in kleinen Schwärmen angetroffen. Größere Ansammlungen treten vor allem dann auf, wenn sich nach Buschfeuern die Früchte von Banksien und Schraubenbäumen öffnen. Sie halten sich dann auch auf dem Boden auf, um dort Nahrung aufzunehmen. Es sind tagaktive Vögel, die am Morgen ihre Schlafbäume verlassen und zu den Stellen ziehen, an denen sie hinreichend Nahrung finden. Als Schlafbäume dienen ihnen in der Regel hohe Eukalyptusbäume.
Gelbohr-Rabenkakadus ernähren sich von Samen sowie Insektenlarven. Zu ihrem Nahrungsspektrum zählen außerdem Grassamen, Nüsse, Beeren, Früchte, Nektar, Blüten und Blütenknospen. Sie benagen auch die Zapfen der in Australien eingeführten Kiefern. Die spitzen Enden ihres Schnabels erlauben es ihnen, Insektenlarven auch aus harten und verholzten Samen herauszuklauben. Sie reißen aber auch Rinde ab, um an holzbohrende Larven zu kommen oder graben mit ihren Schnäbeln in der Erde, um an Larven zu gelangen, die in den Seitenwurzeln von Schößlingen leben. Gelbohr-Rabenkakadus können durch ihr Fraßverhalten in Baumanpflanzungen erheblichen Schaden anrichten. Insbesondere junge Bäume werden so geschädigt, dass sie bei starkem Wind brechen. Gefürchtet sind sie auch auf Apfelplantagen. Sie fressen nur die Kerne der Äpfel und zerreißen das Fruchtfleisch, um an das Apfelgehäuse zu gelangen.
Es gibt Hinweise, dass es bei Gelbohr-Rabenkakadus zu saisonalen Wanderungen kommt. Dabei handelt es sich jedoch um sehr kleinräumige Ortsveränderungen. Die Kakaduart kann daher als Standvogel angesehen werden.

## Fortpflanzung
Gelbohr-Rabenkakadus sind grundsätzlich monogam, die Paarbindung besteht langfristig. Das Balzverhalten der Gelbohr-Rabenkakadus ist verhältnismäßig einfach strukturiert. Die Männchen bringen den Körper langsam in eine waagrechte Haube, spreizen dann das Kopfgefieder einschließlich der kurzen Haubenfedern und fächern die Schwanzfedern, so dass die gelbe Schwanzbinde gut sichtbar ist. Mit zunehmend intensiverer Balz senkt das Männchen den Kopf immer stärker und richtet gleichzeitig die Schwanzpartie steil auf. Dabei spreizt er die Flügel. Das Männchen füttert außerdem während der Balz das Weibchen.
Zur Brut nutzen Gelbohr-Rabenkakadus bevorzugt Eukalyptusbäume. Untersuchungen haben gezeigt, dass sie grundsätzlich alte Bäume als Brutbaum wählen. Das mittlere Alter der Brutbäume betrug bei einer Untersuchung im Südosten Victorias im Durchschnitt 221 Jahre.
Die Eingänge der Bruthöhlen befinden sich in beträchtlicher Höhe. Im Schnitt lagen sie bei der in Victoria durchgeführten Studie 36,7 Meter über dem Erdboden.
Das Gelege besteht meistens aus zwei Eiern. Es wird jedoch in der Regel nur ein Nestling groß gezogen. Schlüpft aus dem zweiten Ei tatsächlich ein Nestling, wird er gewöhnlich von den Elternvögeln so vernachlässigt, dass er sehr bald stirbt. Es brütet allein das Weibchen. Die Brutzeit beträgt 29 bis 30 Tage. Die Nestlinge sind anfangs nackt und haben geschlossene Augenlider. Diese öffnen sich erst im Alter von etwa drei Wochen. In der 12. bis 13. Lebenswoche ist der Jungvogel flügge. Er wird allerdings für weitere drei bis vier Monate von beiden Elternvögeln gefüttert.
Gelbohr-Rabenkakadus sind mit etwa vier Jahren geschlechtsreif.

## Systematik
Die Rabenkakadus (Calyptorhynchinae) sind eine Gruppe von Kakadus mit großem und kräftigen Schnäbeln. Die Unterfamilie wird anhand der verschiedenen Schnabelformen und der deutlichen Unterschiede hinsichtlich des Geschlechtsdimorphismus in zwei Gattungen aufgeteilt. Die meisten Arten werden der Gattung Zanda zugerechnet. Das gilt auch für den Gelbohr-Rabenkakadu. Für alle Rabenkakadus dieser Gattungsgruppe ist der schmale und hervorstehende Schnabel charakteristisch.
Die Anzahl der Unterarten, die für den Gelbohr-Rabenkakadu unterschieden werden muss, ist strittig. Der auf Papageien spezialisierte Ornithologe Joseph M. Forshaw unterscheidet zwei Unterarten
| Unterart                                             | Verbreitungsgebiet | Unterscheidungsmerkmale der einzelnen Unterarten                                                                          |
| ---------------------------------------------------- | --- | --- |
| C. f. funereus, Nominatform                          | Das Verbreitungsgebiet erstreckt sich vom mittleren Queensland über das östliche New South Wales bis in den Osten des australischen Bundesstaates Victoria | Die Nominatform ist die größte Unterart und hat einen etwas längeren Schwanz                                              |
| Tasmanischer Gelbohr-Rabenkakadu (C. f. xanthanotus) | Tasmanien und die größeren Inseln der Bass Strait | Kleiner als Nominatform mit deutlich kürzerem Schwanz. Beim Männchen sind die gelben Säume der Körperfedern ausgeprägter. |

## Gelbohr-Rabenkakadus und Mensch
Eine Haltung von Gelbohr-Rabenkakadus war bis in die 1950er Jahre selten und ist heute weitgehend auf Australien beschränkt. Die australische Gesetzgebung unterbindet einen Export australischer Tierarten weitgehend.
In Deutschland wurden Gelbohr-Rabenkakadus das erste Mal 1880 in Berlin gezeigt. Zu den wenigen deutschen Zoos, die Gelbohr-Rabenkakadus gelegentlich zeigten, gehört der Vogelpark Walsrode sowie der Zoologische Garten Berlin.
Gelbohr-Rabenkakadus gelten als anpassungsfähige Pfleglinge, die jedoch nur in sehr großen Volieren gehalten werden können. Die Welterstzucht gelang erst in den späten 1980er Jahren.

## Belege